# Distort
A Distort a Collide 1998-ban kiadott albuma. 2006-ban ugyanezen a címen megjelent egy remix-album is mely az eredeti kiadvány számainak újra-feldolgozott változatait tartalmazza és egy új számot mely az eredetiben nem szerepelt, a Felix the Cat-et.

## Az 1998-as album dalai
1. Pandora's Box – opened remix (remix – Statik)
2. Son of Preacher Man – Bat remix (remix – Statik)
3. Falling Up – Egypt remix (remix – Spirits In Sin)
4. Whip It – Version 2.0 (remix – Statik)
5. Beneath the Skin – Razors Edge remix (remix – Das Ich)
6. Obsession – Version 2.0 (remix – Statik)
7. Violet's Dance – Abstract Dub Fuck (remix – Alien Faktor)
8. Falling Up – Full Moon remix (remix – Waiting for God)
9. Black – Pitched remix (remix – Crocodile Shop)
10. Pandora's Box – Ultrajet remix (remix – T.H.C.)
11. Strange – Bizarre remix (remix – SMP)
12. Deep – 2Deep remix (remix – Regenerator)
13. Violet's Dance – Blister Feet remix (remix – Idiot Stare)
14. Fear No Evil

## A 2006-os album dalai
1. Pandora's Box – opened remix (version 2.0) – Statik (2006)
2. Son of Preacher Man – Bat remix – Statik
3. Falling Up – Egypt remix – Spirits In Sin
4. Whip It – (Version 3.0) remix – Statik (2006)
5. Beneath the Skin – Razors Edge remix – Das Ich
6. Obsession – (Version 3.0) – Statik (2006)
7. Violet's Dance – Abstract Dub Fuck – Alien Faktor
8. Falling Up – Full Moon remix – Waiting for God
9. Black – Pitched remix – Crocodile Shop
10. Pandora's Box – Ultrajet remix – T.H.C.
11. Strange – Bizarre remix – SMP
12. Deep – 2Deep remix – Regenerator
13. Violet's Dance – Blister Feet remix – Idiot Stare
14. Fear No Evil – (version 2.0) (2006)
15. Felix the Cat – (version 2.0) (2006)